# V(NEU)
ν/NEU — японская поп-панк/хард-рок-группа, появившаяся в 2007 году стараниями бывших участников группы HeaRt — Дзюна (Jun), Ноно (Nono) и Хиро (Hiro), а также ударника Рея (Rei). Коллектив является типичной осярэ кэй группой, и до перерыва в творчестве следовал тенденциям этого направления, таким как обильное использование синтезаторов, яркие образы и макияж.

## Название
Название группы произносится как «ню», так как именно так называется 13-я буква греческого алфавита ν, и именно поэтому на обложках их альбомов можно видеть тег «NEU» после самого названия.

## История
Первоначально группа называлась HeaRt, но в 2007 году сменила название. В конце 2008 года из-за проблем со здоровьем группу покинул вокалист и автор стихов Дзюн, вслед за ним ушёл и гитарист Ноно. Двое из оставшихся участников решили сохранить группу, и поэтому в середине 2009 года в группе появились новые участники: вокалист Мицу (Mitsu), ранее игравший в Lad, и гитаристы Такуми и Каю.

## Состав
- Mitsu — вокал
- Takumi — гитара
- Kayuu — гитара
- hixro (Hiiro) — бас-гитара
- Rei — ударные

### ex-участники
- Jun — вокал (ушёл из группы из-за проблем со здоровьем)
- Nono — гитара

## Дискография
- 2009-12-02 Amaoto
- 2009-09-23 PULSE/New World (A-Side single)
- 2008-08-06 SAYONARA kanransha (single)
- 2008-04-02 Otsuban (maxi-single)
- 2008-03-19 Kouban (maxi-single)
- 2007-11-07 NeνER LAND (album)
- 2007-08-29 Splash!(single)
- 2007-07-18 HONEY Bee★ (single)